# Svensk bevakningstjänst
Svensk Bevakningstjänst, SBT, ingår nu i den nordiska säkerhetskoncernen Avarn, och heter Avarn Security AB. År 2014 köptes Svensk Bevakningstjänst från den tidigare ägaren Axel Johnson Gruppen av den nordiska säkerhetskoncernen Nokas A/S.